# Yacouba Ali
Yacouba Ali (ur. 6 kwietnia 1992 w Niamey) – nigerski piłkarz grający na pozycji defensywnego pomocnika.

## Kariera klubowa
Swoją karierę piłkarską Ali rozpoczął w klubie AS Police Niamey, w którym zadebiutował w 2009 roku. Od 2010 do 2011 roku był zawodnikiem klubu Africa Sports National z Wybrzeża Kości Słoniowej, z miasta Abidżan. W sezonie 2010 zdobył z nim Puchar Wybrzeża Kości Słoniowej, a w sezonie 2011 wywalczył z nim mistrzostwo kraju. W 2012 grał w AS Denguelé, a w 2013 w USM Algier, z którym zdobył Puchar Algierii. W latach 2013–2016 ponownie grał w AS Police, a w latach 2017-2018 - w AS Pagny sur Moselle.

## Kariera reprezentacyjna
W reprezentacji Nigru Ali zadebiutował 24 stycznia 2012 w przegranym 0:2 meczu Pucharu Narodów Afryki z Gabonem. Od 2012 do 2014 rozegrał w kadrze narodowej 10 meczów i strzelił 1 gola.